# Дургена
Дургена (груз. დურღენა) — село в Грузии, на территории Хобского муниципалитета края (мхаре) Самегрело-Верхняя Сванетия.

## География
Село находится в западной части Грузии, на правом берегу реки Риони, на расстоянии приблизительно 7 километров (по прямой) к юго-юго-востоку от города Хоби, административного центра муниципалитета. Абсолютная высота — 12 метров над уровнем моря.

## Население
По результатам официальной переписи населения 2014 года, в Дургене проживало 700 человек (336 мужчин и 364 женщины). В национальной структуре населения грузины составляли 99,1 %, русские — 0,6 %, украинцы — 0,1 %.
| Год  | Население, человек |
| ---- | ------------------ |
| 2002 | 876                |
| 2014 | ↘ 700              |